# Pomfret (Connecticut)
Pour les articles homonymes, voir Pomfret.
Pomfret est une ville américaine située dans le comté de Windham au Connecticut.
Pomfret devient une municipalité en 1713. Elle doit son nom à la ville anglaise de Pontefract.

## Démographie
| 1820  | 1850  | 1860  | 1870  | 1880  | 1890  |
| ----- | ----- | ----- | ----- | ----- | ----- |
| 2 042 | 1 805 | 1 673 | 1 488 | 1 470 | 1 471 |

| 1900  | 1910  | 1920  | 1930  | 1940  | 1950  |
| ----- | ----- | ----- | ----- | ----- | ----- |
| 1 831 | 1 857 | 1 454 | 1 617 | 1 710 | 2 018 |

| 1960  | 1970  | 1980  | 1990  | 2000  | 2010  |
| ----- | ----- | ----- | ----- | ----- | ----- |
| 2 136 | 2 529 | 2 775 | 3 102 | 3 798 | 4 247 |

Selon le recensement de 2010, Pomfret compte 4 247 habitants. La municipalité s'étend sur 40,58 milles carrés (105,1 km2), dont 0,25 milles carrés (0,65 km2) d'étendues d'eau.

## Personnalités liées
- Louise Chandler Moulton (1835-1908)  poète, nouvelliste et critique littéraire, y est née